# Армянская церковь Святой Екатерины (Санкт-Петербург)
Це́рковь Свято́й Екатери́ны (арм. Սանկտ Պետերբուրգի Սուրբ Կատարինե եկեղեցի) — храм Армянской апостольской церкви в Санкт-Петербурге. Расположен по адресу Невский проспект, д. 40-42.

## История
Первые армяне появились в Санкт-Петербурге почти сразу после основания города. В 1710 году они создали свою общину. В это время они собирались в частных домах. Первое прошение о постройке армянской церкви от архимандрита Минаса было подано в 1714 году, но было отклонено властями. Только 25 сентября (6 октября) 1725 года столичная община, насчитывавшая 30 дворов, получила согласие Синода на открытие молитвенного дома в деревянном здании на 3-й линии Васильевского острова. В январе 1740 года Лука Ширванов (Гукас Ширванян) получил разрешение построить «церковь армянскую небольшую каменную своим иждивением». Но после смерти Анны Иоанновны строительство прекратилось. В соответствии с манифестом, изданным в июле 1763 года, о свободном отправлении церковных обрядов всеми народами, поселившимися в России, в обеих столицах были отведены места под строение иноверческих церквей и причастных к ним зданий.
22 мая (2 июня) 1770 года по челобитной главы армянской общины И. Л. Лазарева (Ованес Лазарян) «с прочими армянами» последовало устное повеление Екатерины II «дозволить им построить в Петербурге церковь». Место для церкви было отведено на участке бывшей Малой придворной конюшни «в знатном у столице положении на Большом проспекте, против каменного гостиного двора, почему и сооружение церкви требовало немалого капиталу...».
Работы велись по проекту Ю. М. Фельтена достаточно быстро и уже в 1772 году церковь была освящена. Её строительство обошлось в 33 тыс. рублей. На сооружение храма И. Л. Лазарев лично пожертвовал 30 тыс. рублей, на которые и была сооружена церковь в соответствии с парадным великолепием центра столицы. За такую услугу общиной было позволено ему возвести на церковной земле  свой собственный дом с южной стороны в линию с застройкой проспекта (Невском пр., 42). Выстроенное по проекту Фельтена жилое здание обошлось Лазареву в 50 000 рублей. Строительство северного флигеля производилось на десятилетие позднее. Построив здания целиком на свои деньги, Лазарев тем самым упрочил авторитет наиболее влиятельного лица в армянской общине. Позже он продал дома за ту же цену церковному приходу.
18 февраля 1780 года армянский архиепископ Иосиф (Аргутинский) при участии восьми священников и в присутствии князя Г. А. Потемкина-Таврического совершил освящение храма во имя великомученицы Екатерины, небесной покровительницы Императрицы. Церковь стала центром армянской культуры в Петербурге: при ней была открыта типография и национальная школа, действующая и по сей день.
В 1794—1797 годах перед церковью были выстроены ворота.
В 1841 году был произведён первый капитальный ремонт церкви архитектором Л. Ф. Вендрамини.
В конце 1858 года была установлена чугунная решетка ворот, отлитая на фабрике Шопена по проекту Н. П. Гребёнки (существовала до конца XIX века).
В 1865 году первоначальная башенка была превращена в колокольню для трёх колоколов.
В 1887 году художник И. К. Айвазовский подарил общине картину «Христос на Тивериадском озере».
В 1900—1906 годах А. И. Таманян произвел новый капитальный ремонт здания, укрепив стены и перекрытия и сделав хоры.
В 1915 году из ризницы Большой церкви Зимнего дворца были переданы частицы мощей апостола Фаддея и святого Григория Просветителя. Приход подчинялся Нахичевано-Бессарабскому епископату с центром в Кишинёве.
В мае 1930 года церковь была закрыта. В 1931—1934 была разделена перекрытиями. В здании находился штаб ПВО, а после войны — мастерская декораций театра музыкальной комедии.
В 1990 году армянская община обратилась с просьбой о возвращении церкви. Однако для того, чтобы получить в своё ведение храм и использовать его по назначению, необходимо было, в первую очередь, создать и зарегистрировать религиозное объединение. В соответствующую инстанцию был представлен список из четырнадцати лиц, составляющих основу данного объединения. Вот их имена: Аветисян Армен Азатович,  Адамян Вагаршак Сергеевич, Адамян Юрий Григорьевич, Аматуни Владимир Наполеонович, Арамян Грант Карапетович, Атоян Владимир Айказович, Долиев Николай Александрович, Калантарян Рубина Рубеновна, Кочарян Артур Юрьевич, Мартиросян Серж Асатурович, Саргсян Армен Геворгович, Саргсян Самвел Оганесович, Сафаров Левон Арамович, Срапян Варсик Никогосовна. 14 марта 1993 года в ней состоялось первое богослужение, после чего началась реставрация.
Полное освящение храма осуществил 12 июля 2000 года католикос всех армян Гарегин II в присутствии Патриарха Московского и Всея Руси Алексия II. В этот день из Эрмитажа общине были возвращены мощи святого Григория.
- Открытка 1880 года

## Архитектура
Здание было построено архитектором Ю. М. Фельтеном в глубине участка, в створе домов № 40 и 42, фасады которых вытянуты по линии Невского проспекта (строительство северного флигеля производилось на десятилетие позднее, возможно, помощником Фельтена арх. Егором Соколовым). Из-за этого и главный фасад церкви неизбежно должен был быть ориентирован на Невский, а главный вход в храм — находиться не с западной, как принято, а с южной стороны. При том что единственная апсида церкви ориентирована на восток, внутреннее пространство церкви приобретает достаточно сложный характер.
В основу архитектурного решения фасада зодчий положил те же принципы, которыми он руководствовался и создавая чуть ранее лютеранскую церковь Св. Екатерины на Васильевском острове, но при этом заметно усилил его декоративное оформление, а сам портик получил более сильный вынос и дополнительные боковые стенки, с торцов оформленные пилястрами. Для того чтобы придать большее разнообразие поверхности стены, используются разные формы проёмов: прямоугольные и арочные в первом ярусе и небольшие круглые окошки (сочетающиеся с квадратными филёнками) — во втором. Вместо строгих капителей тосканского ордера здесь в колоннах портика и сдвоенных пилястрах, закрепляющих углы фасада, Фельтен использовал ионические капители «с висюльками», а на стенах между оконными проёмами первого и второго яруса размещены барельефы, воспроизводящие типичный барочный мотив — головки путти в облаках. Ангелочки же водружают крест над входной дверью в храм. Поле фронтона заполняет многофигурная композиция: «Католикос Григор Просветитель свершает крещение царя Трдата III».
В интерьере главный элемент декора — 20 парных колонн композитного ордера, размещённых по углам подкупольного квадрата и в преддверии алтарной апсиды. Облицованные жёлтым искусственным мрамором, с белыми капителями, они выразительно смотрятся на фоне беломраморных стен. Над колоннами — не прерываясь, по всему периметру помещения — тянется декоративный карниз с дентикулами.

## Настоятели
- архимандрит Ефрем Суваров (?- 21.02.1879) — «Петербургский листок» сообщал 21 февраля 1879 года о смерти настоятеля храма[5]

## Галерея
- Общий вид
- Общий вид
- Фронтон церкви
- Вход в церковь
- Церковь ночью
- Информационная табличка
- Интерьер
- Алтарь
- Детали интерьера